# Damofont
|  | No s'ha de confondre amb Demofont. |

Damofont (grec antic: Δαμοφῶν, llatí: Damophon) fou un escultor de Messènia i el sol artista messènic rellevant d'aquest país. La seva època és incerta encara que posterior a Fídies. Hom el situa en diversos moments, però sempre al segle iv aC segurament després de la restauració de la independència de Messènia i de la construcció de Megalòpolis, ciutats que van tenir estàtues seves.
Pausànies parla de les seves obres: una estàtua feta de fusta de Lucina, excepte la cara, les mans i els dits dels peus que eren de marbre pentèlic, segurament les úniques parts de la figura que quedaven descobertes, que es trobava a Ègion d'Acaia. També unes estàtues d'Higiea i d'Asclepi a la capella d'Ilitia. Una estàtua de marbre de la Gran Mare Frígia, Rea amb marbre de Paros a Messènia, una d'Artemisa Làfria i diverses estàtues de marbre al temple d'Asclepi.
A Megalòpolis va executar estàtues de fusta d'Hermes i d'Afrodita amb cares i mans i dits de marbre i unes estàtues de Demèter i Persèfone assegudes en un tron. Totes aquestes imatges les descriu Pausànies. Va restaurar també l'estàtua colossal de Zeus que Fídies havia fet a Olímpia, de la que s'havia desprès la capa d'ivori.